# Ultraman Cosmos 2: The Blue Planet
Pour les articles homonymes, voir Ultraman.
Série
Ultraman Cosmos: The First Contact
(2001) Ultraman Cosmos vs. Ultraman Justice: The Final Battle
(2003)
Pour plus de détails, voir Fiche technique et Distribution.
Ultraman Cosmos 2: The Blue Planet (ウルトラマンコスモス2 THE BLUE PLANET, Urutoraman Kosumosu: Buru Puranetto) est un film japonais réalisé par Tsugumi Kitaura, sorti en 2002. Deuxième film adapté de la série Ultraman Cosmos, il fait suite à Ultraman Cosmos: The First Contact et précède Ultraman Cosmos vs. Ultraman Justice: The Final Battle.

## Synopsis
Musashi voit son rêve d'enfance devenir réalité. Il est désormais un astronaute. Mais quand il arrive sur la planète Juran, qui était supposée être une belle planète couverte de fleurs, il ne trouve rien d'autre qu'un vaste désert rouge. Soudainement attaqué par le monstre Scorpis, celui-là même qui changea la planète Juran en désert, il est sauvé in extremis par Ultraman Cosmos. Une fois de retour sur Terre, il part pour Saipan dans le but d'assister au mariage d'un vieil ami. Mais Scorpis apparaît de nouveau et se met à tout détruire ...

## Fiche technique
- Titre : Ultraman Cosmos 2: The Blue Planet
- Titre original : Urutoraman Kosumosu: Buru Puranetto
- Réalisation : Tsugumi Kitaura
- Scénario : Keiichi Hasegawa et Hideyuki Kawakami
- Production : Kiyoshi Suzuki
- Musique : Tohru Fuyuki
- Photographie : Shinichi O'oka
- Montage : Inconnu
- Pays d'origine : Japon
- Format : Couleurs - 1,85:1 - Dolby Surround - 35 mm
- Genre : Kaiju eiga
- Durée : 76 minutes
- Date de sortie : 3 août 2002 (Japon)

## Distribution
- Takayasu Sugiura : Musashi Haruno
- Mai Saito : Shau
- Miho Nishimura : Mari Kawase
- Shingo Kazami : Agent Kido
- Hidekazu Akai : Le père de Musashi
- Mio Takaki : Capitaine Iruma
- Ryo Kinomoto : Capitaine Hibiki
- Kyusaku Shimada : Capitaine Minato
- Aya Sugimoto : Reporter
- Koji Ishizaka : Narrateur

## Autour du film
- Aya Sugimoto, qui joue ici le rôle d'une reporter, interprétait celui du professeur Rui Kisaragi dans Ultraman Tiga & Ultraman Dyna: Warriors of the Star of Light, réalisé par Kazuya Konaka en 1998.

## Voir également
- 2001 : Ultraman Cosmos: The First Contact, de Toshihiro Iijima
- 2003 : Ultraman Cosmos and Ultraman Justice: The Final Battle